# مهرجان كان السينمائي 1966
مهرجان كان السينمائي لعام 1966 هو الدورة الـ19 للمهرجان عُقد في 5 إلى 20 مايو من عام 1966، حصلفيلم «رجل وامرأة» للمخرج الفرنسي كلود ليلوش على السعفة الذهبية للمهرجان.